# Johann Bruskow
Johann Bruskow (* in Lübeck; † 1449 ebenda) war Ratsherr der Hansestadt Lübeck.

## Leben
Johann Bruskow war Sohn des Lübecker Bürgers gleichen Namens. Er wurde 1439 in den Rat der Stadt erwählt. 1440 ist er als Befehlshaber auf der Lübecker Flotte im Öresund belegt, die den Sund gegen Umlandfahrer aus den Niederlanden sperren sollte. 1443 nahm er an den Ausgleichsverhandlungen zwischen dem Rat der Hansestadt Rostock und Herzog Heinrich IV. von Mecklenburg in Rostock teil. In Testamenten Lübecker Bürger wird er mehrfach als Urkundszeuge und als Vormund aufgeführt.
Er war in erster Ehe verheiratet mit der Tochter eines Lübecker Bergenfahrers Bruno Sprenger. In zweiter Ehe heiratete er Elisabeth, Tochter von Segebodo Crispin († 1455). Sie wurde nach seinem Tod in zweiter Ehe Frau des Ratsherren Bertold Witig. Johann Bruskow bewohnte das Haus Johannisstraße 23, heute neuzeitlich überbaut mit dem Hermbergsches Haus. Er war zu Trinitatis 1429 bereits Mitglied der patrizischen Zirkelgesellschaft. Er führte das gleiche Siegel wie sein Vater; es ist in den Lübecker Bürgersiegeln wiedergegeben. Der Lübecker Bürgermeister Bruno Bruskow war sein Sohn.

## Bruskaus Gang

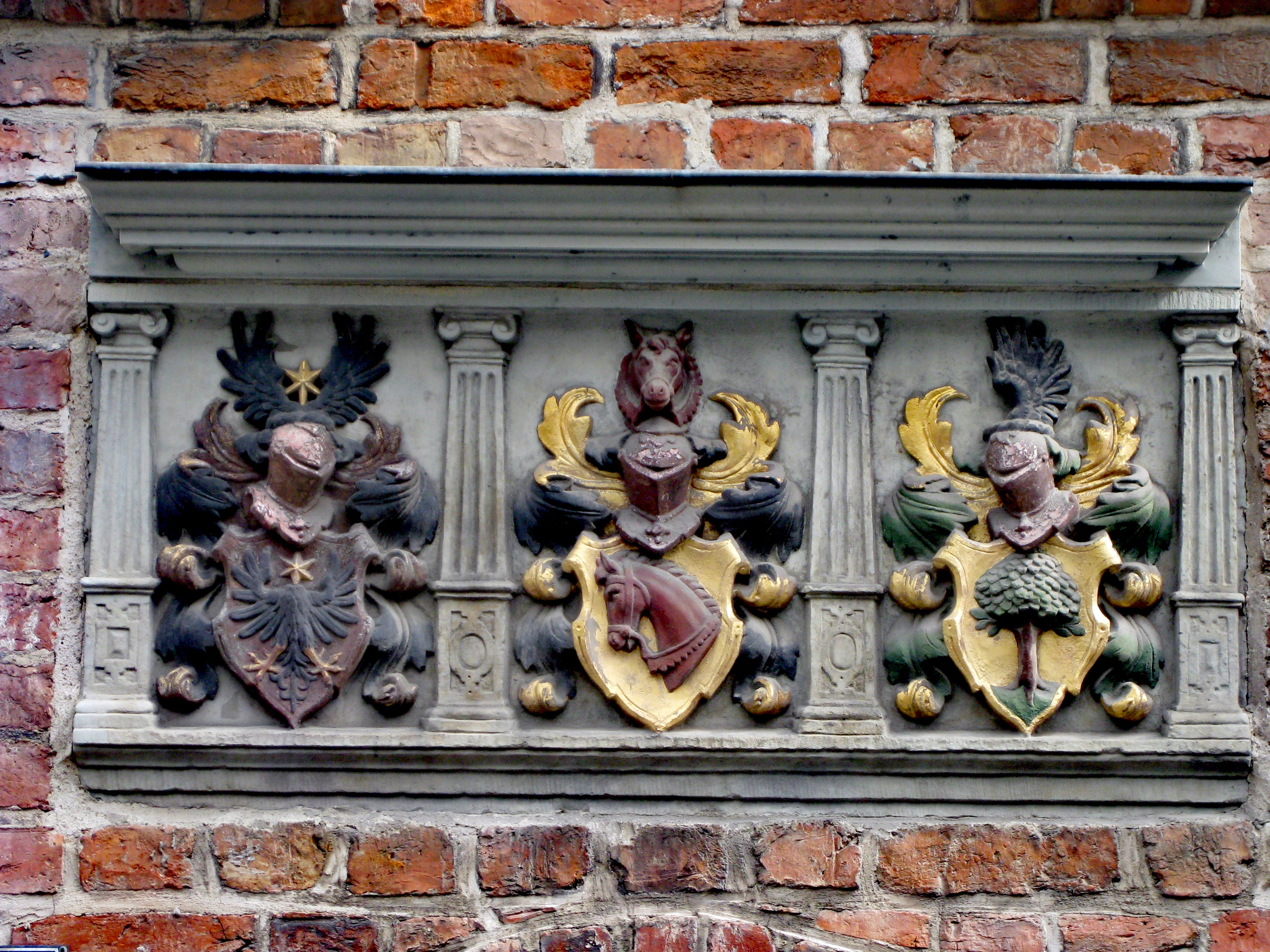
Wappen der Ratsfamilien Lunte, Bruskow und Warmböke über dem Zugang zu Bruskaus Gang

Der Familie Bruskow gehörte seit 1384 das Grundstück Wahmstraße 49, damals De nackende Hof genannt. Ein Nachfahre Johann Bruskows gleichen Namens gründete 1510 eine Stiftung für Arme. Bruskaus Gang als Armengang taucht um 1580 erstmals in der Überlieferung auf.